# Entesi
Le Entesi rappresentano l'inserzione dei muscoli, tendini, o fasce sulle ossa. Le entesi hanno la funzione di "ammortizzatore" tra la rigida struttura ossea e l'elastica struttura fibro-elastica. Questo delicato sistema si compone di strati di tessuto a modulo di elasticità diverso che a partire dal versante teno-muscolare presentano uno strato di cellule indistinguibili da quelle della struttura di partenza (tendine, muscolo o fascia) e che si approfondano direttamente nell’osso, a questo strato ne segue uno di cellule cartilaginee non mineralizzate seguito a sua volta da uno strato di cellule cartilaginee mineralizzate ed infine un ultimo strato di cellule ossee indistinguibili dall’osso circostante. La diversa elasticità dei componenti permette di sopportare gli stress in trazione che rappresentano la funzione meccanica delle entesi.

## Classificazione
Esistono due tipologie di entesi: 
- Entesi fibrose
- Entesi fibrocartilaginee.

## Patologia
Essendo composta da molti ricettori nervosi facilmente si possono osservare delle manifestazioni dolorose legate ad una sua disfunzione, chiamata entesopatia. Le entesopatie inserzionali possono avere un'eziopatogenesi diversa, ma le più frequenti sono di origine meccanica, legate a traumi che possono andare dai microtraumi legati ad attività ripetitive sino a traumi che colpiscono direttamente le strutture. Qualunque sia l'origine, l'infiammazione determina un edema che comprime i vasi che irrorano l'entesi e quindi si riduce l'afflusso di sangue con un'importante riduzione dell'apparto nutritivo e quindi limitando le possibilità di guarigione. Questo meccanismo patogenetico è aggravato dal fatto che gli strati cartilaginei, come tutte le cartilagini, non hanno vascolarizzazione propria e quindi hanno una scarsa tendenza alla guarigione con frequento cronicizzazione. La cronicizzazione dei fenomeni infiammatori porta, anche per la ridotta vascolarizzazione, alla necrosi di alcune cellule e questo all'attivazione di meccanismi biochimici (vedi: Robbins - Anatomia Patologica) che determinano la precipitazione di sali di calcio e la successiva calcificazione tissutale. Alcuni esempi di entesopatie possono essere l'entesopatia inserzionale calcaneare della fascia plantare, l'epicondilite, la trocanterite, l'entesite calcifica del tendine di Achille, ecc.. Una particolare forma di entesopatia calcifica è caratterizzata dalla Sindrome da iperostosi idiopatica diffusa che trova la sua origine in una patologia infiammatoria cronica del gruppo delle artriti siero-negative e che comporta la calcificazione, appunto diffusa, di molteplici entesi a tutti i livelli dell'organismo. La terapia delle entesopatie è per lo più medica e si basa sull'uso di anti-infiammatori ed è sufficientemente efficace nelle forme iniziali prima della cronicizzazione, in un secondo stadio si può ricorrere con successo a terapia fisica (onde d'urto, radiofrequenze, ecc.) e infine a terapia infiltrativa locale di corticosteroidi. Raramente si deve ricorrere a trattamenti chirurgici.